# Claude Bernard (militaire)
Pour les articles homonymes, voir Claude Bernard (homonymie) et Bernard.
Claude Bernard (Charolles, 14 mai 1900 - Charolles, 11 novembre 1973) est un militaire français, Compagnon de la Libération. Saint-Cyrien affecté au colonies françaises d'Afrique, il décide en 1940 de s'engager pour la France libre et devient le chef d'état-major de la 2e division blindée du général Leclerc. Après la guerre, il poursuit sa carrière militaire jusqu'au grade de général.

## Biographie

### Jeunesse et engagement
Claude Bernard naît le 14 mai 1900 à Charolles, en Saône-et-Loire, d'un père pharmacien. En 1920, il s'engage dans l'armée et intègre l'École spéciale militaire de Saint-Cyr. À sa sortie, il est affecté à l'infanterie coloniale et sert au Soudan puis au Maroc. En 1934, il est affecté en Afrique-Équatoriale française.

### Seconde Guerre mondiale
En 1940, au grade de chef de bataillon, Claude Bernard sert comme officier d'état-major auprès du commandant militaire du Tchad, le colonel Pierre Marchand. Entendant l'appel du général de Gaulle, il décide comme beaucoup de ses camarades de poursuivre la lutte et devient l'un des artisans du ralliement du Tchad à la France libre le 26 août 1940. Il est muté à la fin de l'année 1940 à Brazzaville où il est chef d'état-major du colonel de Larminat qui commande les troupes d'Afrique-Équatoriale française. Condamné à mort par le régime de Vichy, il est promu lieutenant-colonel en septembre 1942.
Ses talents d'organisateur lui permettent de fournir efficacement et rapidement hommes et matériel au général Leclerc qui mène ses troupes au Fezzan et en Tripolitaine. Claude Bernard finit par rejoindre la Force L de Leclerc en 1re ligne et se distingue pendant la campagne de Tunisie. En août 1943, lorsque la 2e division blindée est officiellement formée, il en devient tout naturellement le chef d'état-major. Transféré avec la division en Angleterre, il débarque avec en Normandie en août 1944 puis participe dans ses rangs aux campagnes de Libération de la France et d'invasion de l'Allemagne. Suivant la 2e DB jusqu'à Berchtesgaden, il y termine la guerre avec le grade de colonel.

### Après-guerre
Après la guerre, Claude Bernard poursuit sa carrière militaire et devient Général de brigade en août 1955. Un an plus tard il est, à sa demande, placé en 2e section des officiers généraux. Il consacre alors le reste de sa vie à la gestion de sa ville natale de Charolles. C'est là qu'il meurt le 11 novembre 1973. Il est inhumé à Montceaux-l'Étoile.

## Décorations
|  |  |  |  |  |  |
|  |  |  |  |  |  |
|  |  |  |  |  |  |

| Commandeur de la Légion d'honneur                    | Commandeur de la Légion d'honneur                    | Compagnon de la Libération                       | Compagnon de la Libération                       | Croix de guerre 1939-1945                                                          | Croix de guerre 1939-1945                                                          |
| Croix de guerre des Théâtres d'opérations extérieurs | Croix de guerre des Théâtres d'opérations extérieurs | Médaille de la Résistance française Avec rosette | Médaille de la Résistance française Avec rosette | Médaille coloniale Avec agrafes "Maroc", "AEF", "Fezzan-Tripolitaine" et "Tunisie" | Médaille coloniale Avec agrafes "Maroc", "AEF", "Fezzan-Tripolitaine" et "Tunisie" |
| Officier de la Legion of Merit (États-Unis)          |                                                      |                                                  |                                                  |                                                                                    |                                                                                    |